# Callicarpa
- Commons
- Wikispecies

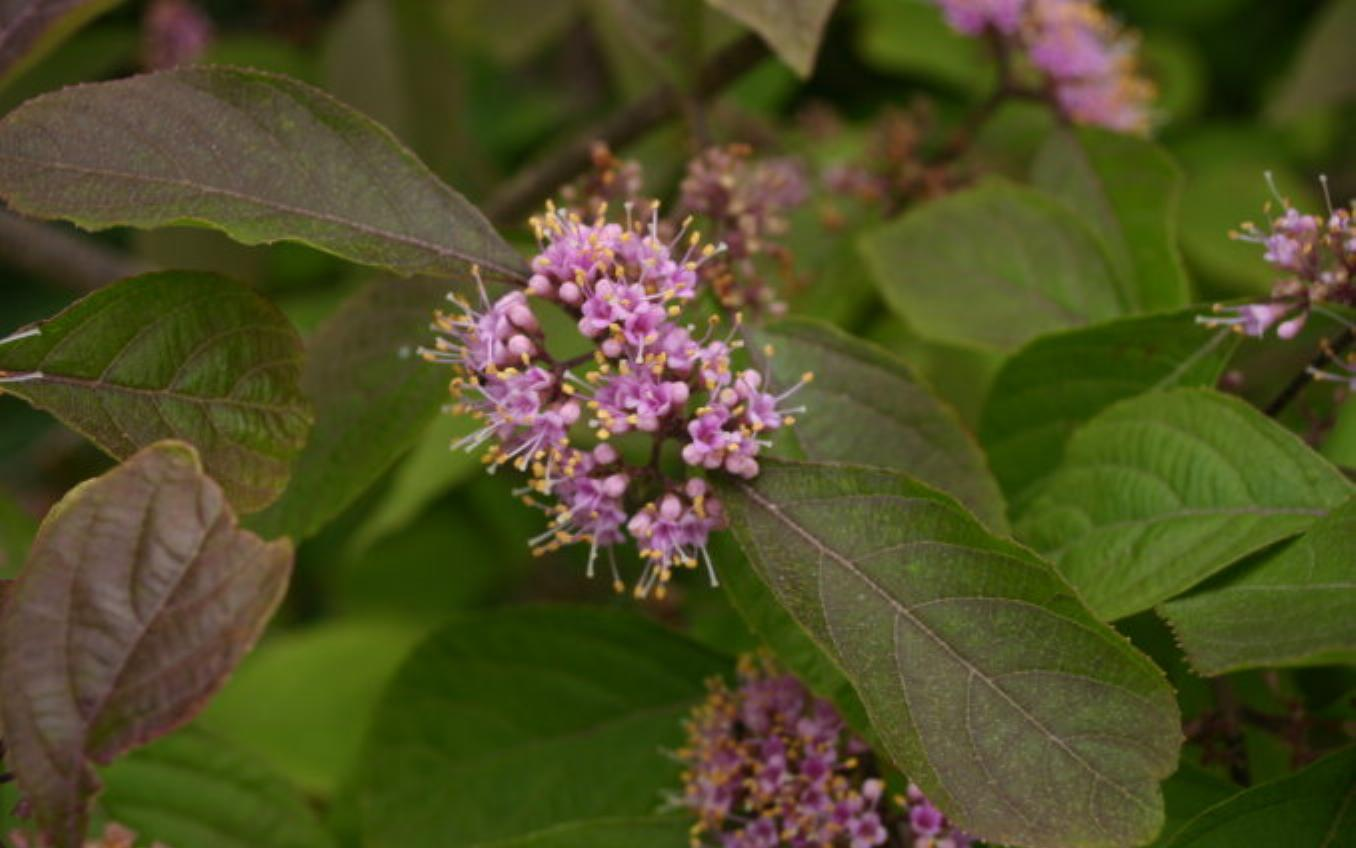
Flores da Callicarpa bodinieri.

Callicarpa L. é um gênero botânico da família Verbenaceae, encontrados na Ásia, Austrália, América do Norte e América Central.

## Sinonímia
- Geunsia Blume
- Porphyra Lour.
- Tomex L.

## Espécies
Callicarpa acuminata
Callicarpa americana
Callicarpa bodinieri
Callicarpa cana
Callicarpa japonica
Callicarpa cathayana
Callicarpa dichotoma
Callicarpa erioclona
Callicarpa formosana
Callicarpa kwangtungensis
Callicarpa lanata
Callicarpa longifolia
Callicarpa macrophylla
Callicarpa maingayi
Callicarpa mollis
Callicarpa nudiflora
Callicarpa pedunculata
Callicarpa pentandra
Callicarpa reevesii
Callicarpa rubella
Callicarpa shikokiana
Callicarpa tomentosa
- «Lista completa»

## Classificação do gênero
| Sistema | Classificação                      | Referência               |
| ------- | ---------------------------------- | ------------------------ |
| Linné   | Classe Tetrandria, ordem Monogynia | Species plantarum (1753) |